# Нестеренко Вадим Григорович
Вадим Григорович Нестеренко (нар. 5 грудня 1970, Дніпропетровськ) — український бізнесмен у галузі АПК, екс-народний депутат України 8-го скликання. Згідно з інформацією журналу «Форбс» станом на 2021 рік володів активами на суму $130 млн.

## Бізнес
У 1992 році закінчив Дніпропетровський державний аграрний університет, спеціальність "Механізація сільського господарства.
У березні 1995 року в віці 24 року став генеральним директором РВО «Агротехсервіс» відкритого акціонерного товариства «Агротехсервіс», м. Новомосковськ Дніпропетровської області.
У 1997 році ініціював і здійснив реорганізацію двох недієздатних пострадянських колгоспів і компанії «АГРОТЕХСЕРВІС» шляхом злиття та зміни форми власності, в результаті чого було створено перше приватне агропідприємство Дніпропетровської області ТОВ "Агрофірма «Орільська». Згодом саме така реформа АПК була закріплена в Указі Президента України Л. Д. Кучми «Про невідкладні заходи щодо прискорення розвитку аграрного сектора економіки України» N 1529/99 від 3 грудня 1999.
У 2007 році на базі ТОВ "Агрофірма «Орільська» та ще 9 агропідприємств Південного Сходу України різних напрямків АПК сформовано багатопрофільний вертикально інтегрований агрохолдинг Ristone Holdings з іноземними інвестиціями (Кіпр).
Є головою наглядової ради Ristone Holdings. Під його керівництвом холдинг розвивається і займає провідні позиції в АПК Південного Сходу України. Станом на 2020 рік Ristone Holdings об'єднує 26 агропідприємств у Дніпропетровській, Запорізькій і Харківській областях, обробляє земельний фонд розміром 65 833 га. У власності Ristone Holdings 300 одиниць сільгосптехніки, 4 елеватори, борошномельний комбінат, 4 хлібобулочних заводи, сучасний олійноекстракційний комплекс, м'ясні та м'ясо-молочні ферми, тепличне господарство, потужності для оптово-роздрібної торгівлі сільгосппродукцією і продуктами харчування. На підприємствах Ristone Holdings працюють понад 5 тисяч власних працівників, холдинг має партнерські стосунки з більш ніж 10-ма тисячами пайовиків-орендодавців.
Ristone Holdings активно реалізує в Україні нові технології. Вадим Нестеренко є автором бізнес-ідеї з промислового виробництва пелет із відходів сільгоспвиробництва, яка зараз готується до реалізації.
Ristone Holdings реалізує активну соціальну політику на територіях, де розташовані підприємства холдингу. Через благодійний фонд «Твій рідний край» надає матеріальну допомогу ветеранам праці, підтримує культурні, освітні та спортивно-фізкультурні проєкти, сільські та міські свята.

## Політична і державна діяльність
Грудень 2012 — січень 2013: заступник голови Дніпропетровської обласної ради з питань виконавчого апарату — начальник відділу соціально-економічного розвитку сільського господарства Дніпропетровської обласної ради. 21 січня 2013 року призначений на посаду заступника голови Дніпропетровської облдержадміністрації.
На парламентських виборах 2014 балотувався від одномандатного виборчого округу № 38 безпартійним самовисуванцем. Пройшов до Ради, отримавши 31,35 % голосів виборців. Працював в Комітеті з питань аграрної політики та земельних відносин, увійшов до складу фракції БПП «Солідарність».
Автор і соавтор 19 законопроєктів, зокрема про місцевий референдум, децентралізацію у сфері земельних відносин, оптимізацію системи державного управління у сфері сільського господарства, справедливий розподіл державної підтримки між сільськогосподарськими товаровиробниками, основні засади державної аграрної політики та державної політики сільського розвитку, боротьбу з хабарництвом.
Вважає своєю головною невдачею в депутатській роботі те, що не вдалося відстояти спецрежим ПДВ для агровиробників, головним досягненням — прийняття закону № 4355 «Про внесення змін до деяких законодавчих актів України щодо розширення повноважень органів місцевого самоврядування з управління земельними ресурсами та посилення державного контролю за використанням і охороною земель».
Активно працював як народний депутат на своєму виборчому окрузі № 38, залучав на нього ресурси бюджетів різних рівнів для соціально-економічного розвитку та відновлення інфраструктури Новомосковська і трьох сільських районів (Новомосковського, Магдалинівського, Юр'ївського). Зокрема приділялася увага об'єктам культури, охорони здоров'я, освіти. У Новомосковську за його ініціативи була реконструйована за європейським зразком центральна площа міста.
Неодноразово як народний депутат ВРУ виступав на захист земельних прав ОТГ і фермерських господарств.
Вважає, що участь українських аграріїв у політиці — захід вимушений, спрямований на захист і розвиток АПК, у перспективі цю роль повинна взяти на себе партія селян і аграріїв.